# 大阪府道102号恵美須南森町線
大阪府道102号恵美須南森町線（おおさかふどう102ごう えびすみなみもりまちせん）は、大阪府大阪市浪速区から大阪市北区に至る一般府道である。

## 概要
大阪市浪速区恵美須西1丁目から大阪市北区南森町1丁目に至る。
起点は恵美須交差点、終点は南森町交差点。日本橋3南交差点 - 天神橋1交差点間は終点方向への北行き一方通行となっている。車線数は全区間で4車線以上となっている。ほぼ全線にわたって地下にはOsaka Metro堺筋線が通っている。

### 路線データ
- 起点：大阪市浪速区恵美須西1丁目（恵美須交差点、国道25号交点）
- 終点：大阪市北区南森町1丁目（南森町交差点、国道1号交点、大阪府道・京都府道14号大阪高槻京都線起点、大阪府道134号熊野大阪線終点）
- 総延長：5.2 km

## 歴史
- 1959年（昭和34年）12月 - 大阪府一般府道188号恵美須南森町線として認定。
- 1984年（昭和59年）？ - 府道番号整理で番号を失う。
- 1993年（平成5年） - 大阪府道102号恵美須南森町線として再認定[注釈 1]。

## 路線状況
起点から高麗橋1交差点までは紀州街道の一部区間に該当する。

### 愛称
- 堺筋（起点 - 天神橋1交差点）
- 天神橋筋（天神橋1交差点 - 終点）

### 道路施設

#### 橋梁
- 日本橋（道頓堀川、大阪市中央区）
- 難波橋（土佐堀川・堂島川、大阪市中央区 - 大阪市北区）

## 地理

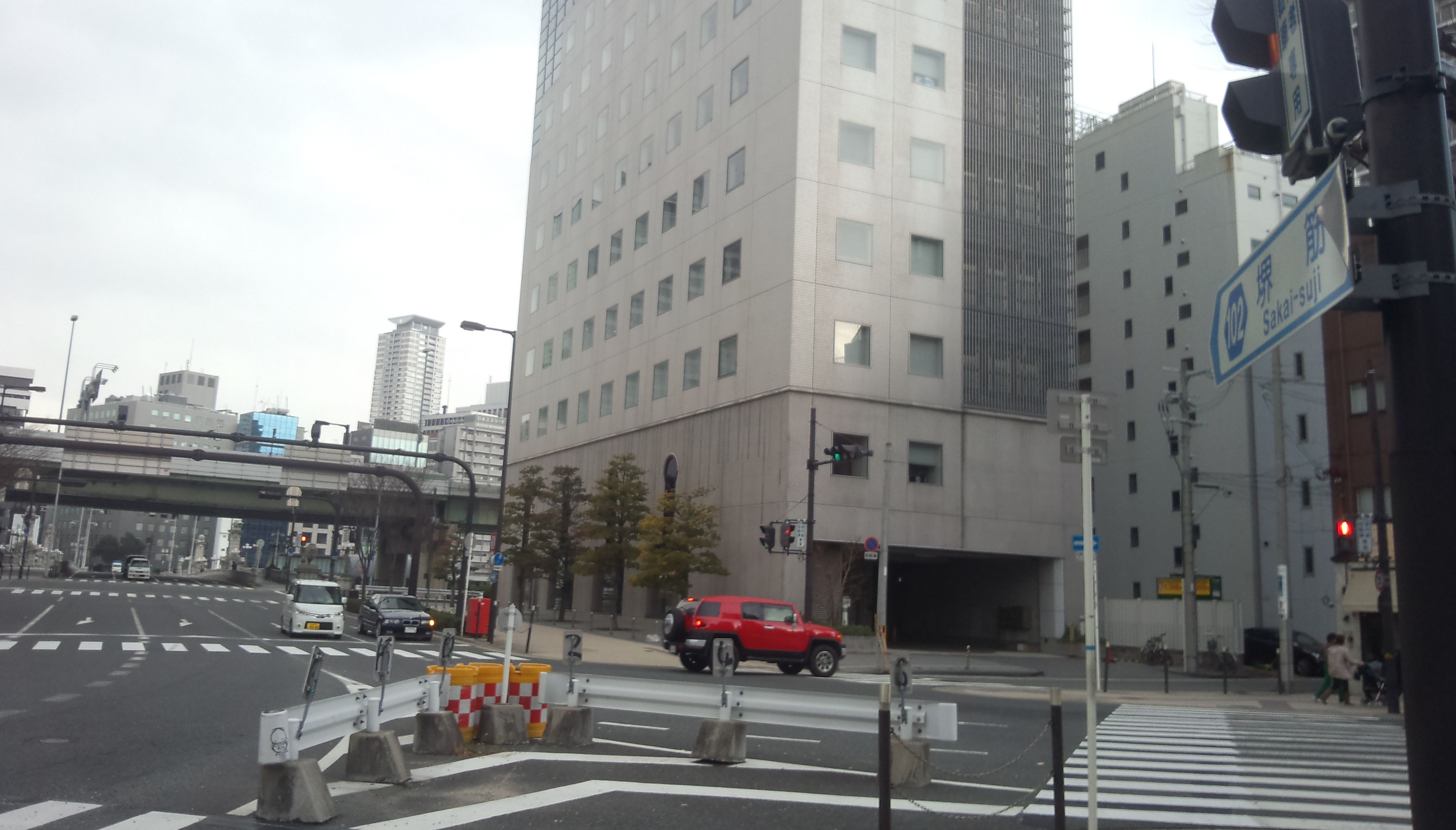
西天満1東交差点
画像左奥から左手前に向かう右側3車線が府道102号

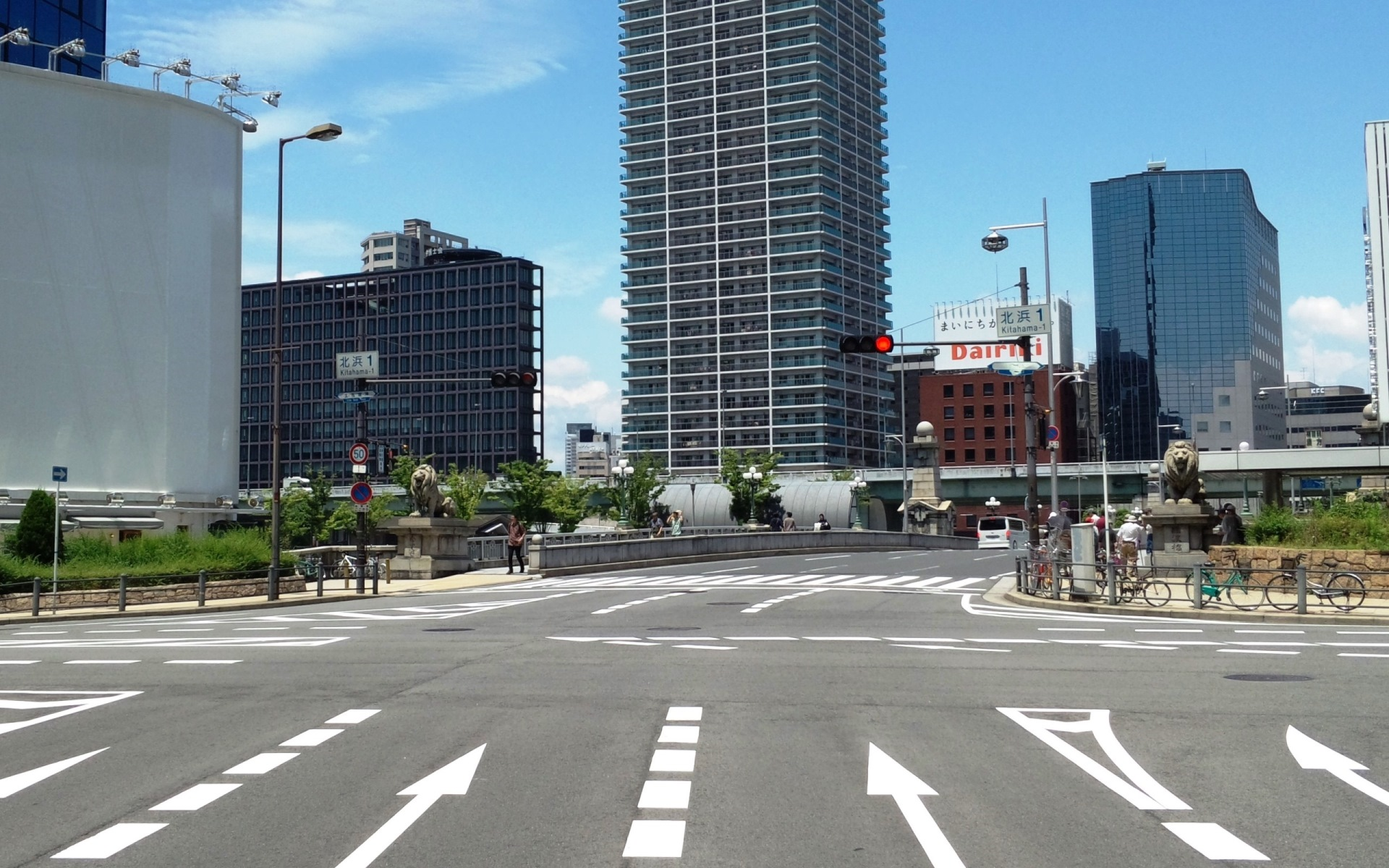
北浜1交差点（難波橋南詰）

### 通過する自治体
- 大阪府
  - 大阪市（浪速区 - 中央区 - 北区）

### 交差する道路
| 交差する道路                                                                                             | 市町村名 | 市町村名 | 交差する場所  | 交差する場所                   |
| --- | -------- | -------- | ------------- | ------------------------------ |
| 国道25号                                                                                                 | 大阪市   | 浪速区   | 恵美須西1丁目 | 恵美須交差点 / 起点            |
| 阪神高速1号環状線                                                                                        | 大阪市   | 浪速区   | 日本橋5丁目   | 1-13 えびす町入口              |
| 大阪府道・奈良県道702号大阪枚岡奈良線 / 千日前通                                                         | 大阪市   | 中央区   | 日本橋1丁目   | 日本橋1交差点                  |
| 国道308号 / 長堀通 大阪府道173号大阪八尾線 重複                                                          | 大阪市   | 中央区   | 南船場1丁目   | 長堀橋交差点                   |
| 大阪市道築港深江線 / 中央大通                                                                            | 大阪市   | 中央区   | 久太郎町1丁目 | 久太郎町1交差点                |
| 大阪市道築港深江線 / 中央大通                                                                            | 大阪市   | 中央区   | 船場中央1丁目 | 船場中央1交差点                |
| 大阪市道本町左専道線 / 本町通                                                                            | 大阪市   | 中央区   | 本町1丁目     | 本町1交差点                    |
| 大阪府道168号石切大阪線 / 土佐堀通                                                                       | 大阪市   | 中央区   | 北浜1丁目     | 北浜1交差点                    |
| 阪神高速1号環状線                                                                                        | 大阪市   | 北区     | 西天満1丁目   | 難波橋北詰交差点 1-06 北浜出口 |
| 大阪市道天神橋天王寺線 / 天神橋筋・松屋町筋                                                              | 大阪市   | 北区     | 天神橋1丁目   | 天神橋1交差点                  |
| 国道1号 / 曽根崎通・天神橋筋 国道163号 重複 大阪府道・京都府道14号大阪高槻京都線 大阪府道134号熊野大阪線 | 大阪市   | 北区     | 南森町1丁目   | 南森町交差点 / 終点            |

### 沿線
- 大阪市立浪速小学校・日本橋中学校
- 南海本線・南海高野線 難波駅
- 南警察署
- 大阪南郵便局